# Adolf Lindgren (musikhistoriker)
 Der er flere personer med dette navn, se Adolf Lindgren.
Karl Adolf Lindgren (født 14. marts 1846 i Trosa, Södermanland, død 8. februar 1905 i Stockholm) var en svensk musikforfatter.
Lindgren blev student i Uppsala og tog den filosofiske kandidateksamen 1873, men kastede sig samtidig over studiet af musik, særlig af historiske og æstetiske emner. Fra 1874 indtil sin død var han en højt skattet musikalsk medarbejder af Aftonbladet i Stockholm, redigerede 1881—84 Svensk Musiktidning samt forfattede talrige værdifulde afhandlinger og artikler om musikalske emner til svenske og udenlandske tidsskrifter og leksika, blandt andet til den svenske encyklopædi Nordisk Familjebok. Desuden har han udgivet Om Wagnerism (1881), Svenska hofkapellmästare 1782—1882 og Musikaliska studier (1896).